# 나스 마이코
나스 마이코(일본어: 那須 麻衣子, 1984년 7월 31일 ~ )는 일본의 은퇴한 여자 축구 선수이다.

## 국가대표팀 경력
2002년 FIFA U-19 세계 여자 축구 선수권 대회에 출전했다.
그녀는 2009년 8월 1일 프랑스과의 경기에서 일본 국가대표팀에 데뷔했다. 그녀는 2011년까지 국제 A매치 통산 3경기에 출전했다.

## 통계
| 일본 | 일본 | 일본 |
| 연도 | 출전 | 득점 |
| ---- | ---- | ---- |
| 2009 | 2    | 0    |
| 2010 | 0    | 0    |
| 2011 | 1    | 0    |
| 통산 | 3    | 0    |